# Quintus Roscius Gallus
Quintus Roscius Gallus (* um 126 v. Chr.; † 62 v. Chr.) war ein römischer Schauspieler. Er wurde als Freigelassener in Solonium bei Lanuvium geboren.
Ausgestattet mit einem angenehmen Gesicht und einer muskulösen Figur, erhielt er allgemeines Lob für seine Grazie und Eleganz auf der Bühne. Er studierte die Auftritte und Gestik der vornehmsten Verteidiger im Forum Romanum, besonders Hortensius Hortalus, und gab seine Erkenntnisse zum Beispiel an Cicero weiter, der Unterricht bei ihm nahm. Die beiden wetteiferten oft in freundschaftlicher Rivalität darum, ob der Redner oder der Schauspieler einen Gedanken oder ein Gefühl effektvoller ausdrücken könne. Roscius schrieb eine Abhandlung, in der er Schauspielerei und Redekunst miteinander verglich. Quintus Lutatius Catulus verfasste einen Vierzeiler zu seinen Ehren, und der Diktator Sulla schenkte ihm einen goldenen Ring, das Abzeichen des Ritterstandes, eine bemerkenswerte Auszeichnung für einen Schauspieler in Rom, wo diesem Beruf üblicherweise mit Verachtung begegnet wurde.
Wie sein Zeitgenosse Clodius Aesopus häufte Roscius ein enormes Vermögen an, und es scheint, dass er sich einige Zeit vor seinem Tod von der Bühne zurückgezogen habe. Im Jahr 76 v. Chr. wurde er von Gaius Fannius Chaerea wegen 50.000 Sesterzen verklagt und von Cicero in einer berühmten Rede verteidigt.